# 1851 en journalisme
Cet article présente les faits marquants de l'année 1851 en journalisme.

## Évènements
- Création du quotidien The New York Times[1].
- Création de l'agence de presse Reuters[2].